# پارادوکس لیک
پارادوکس لِـیک (انگلیسی: Paradox Lake) یک فیلم درام لهستانی-آمریکایی به کارگردانی پشمیسواف رویت است که در سال ۲۰۰۲ منتشر شد.

## بازیگران
- مت وُلف
- جسیکا فیوکس
- بئاتا تیشکیه‌ویچ
- جیسون میلر